# Suhodilske, Dolînska
Suhodilske (în ucraineană Суходільське) este localitatea de reședință a comunei Suhodilske din raionul Dolînska, regiunea Kirovohrad, Ucraina.

## Demografie
Componența lingvistică a localității Suhodilske
     Ucraineană (97,9%)
     Rusă (1,33%)
     Alte limbi (0,76%)
Conform recensământului din 2001, majoritatea populației localității Suhodilske era vorbitoare de ucraineană (97,9%), existând în minoritate și vorbitori de rusă (1,33%).